# Roncador-Ölfeld
Das Ölfeld Roncador ist  ein 1996 entdecktes Öl- und Gasfeld im brasilianischen Seegebiet von Campos Basin im Südatlantik. Roncador liegt rund 125 km vor der Küste von Brasilien, nordöstlich von Rio de Janeiro. 1998 wurden die Ölreserven auf 2,7 Milliarden Barrel geschätzt. 2000 erfolgte die Installation der ersten großen Förderanlage im Roncador-Ölfeld.
Das Feld umfasst eine Fläche von rund 28.000 Hektar und erreicht Fördertiefen bis zu 1900 Meter. Betreiber ist Petrobras (NOC), die dort zurzeit (Stand Mitte 2013) fünf Bohrinseln und spezielle Fördereinrichtungen unterhält. Sowohl aufgrund seiner Größe und unterschiedlicher Förderdichte wurde das Roncador-Feld in vier Abschnitte unterteilt, die als Modul 1 bis 4 bezeichnet werden.

## Förderung
Die Förderung im Roncador-Feld begann im Januar 1999 mit der Petrobras 36-Plattform. In den frühen Morgenstunden, des 15. März 2001, einem Donnerstag, kam es aus ungeklärten Gründen zu zwei Explosionen an den hinteren Steuerbordpfeilern. Unmittelbar darauf krängte P-36 um zunächst 16 und später 25 Grad, so dass große Bereiche der Plattform unter Wasser gerieten und dieses eindringen konnte. Von den zu jenem Zeitpunkt 175 Besatzungsmitgliedern starben 11. An Bord befanden sich 1.500 Tonnen Rohöl, und auf Grund der Befürchtung einer Ölpest koordinierten die Behörden einen großen Notfalleinsatz. Petrobras 36 sank am Morgen des 20. März in eine Tiefe von 1.300 Metern. In dieser ersten Phase wurden täglich 20.000 Barrel Erdöl gefördert.
Die ursprünglich förderbaren Reserven werden von Petrobras mit 3 Milliarden Barrel angegeben. Es wird derzeit mit 59 Bohrtürmen gefördert, weitere 29 Türme pumpen Wasser in das Feld um die Ölausbeute zu erhöhen. Petrobras schätzt die Kosten für den Betrieb des Ölfeldes auf etwa 2,2 Milliarden US-Dollar. Das Feld produziert 460.000 Barrel pro Tag und befindet sich damit schätzungsweise nahe dem Förderhöhepunkt.

## Petrobras Förderanlagen
- PRA-1 Pumpen-Plattform, seit 2008 in Betrieb, 106 Meter Wassertiefe
- P-52 Semisub (Halbtaucher), seit 2007, 1800 Meter
- P-54 FPSO (Floating Production Storage and Offloading Unit), seit 2007, 1400 Meter
- P-55 Semisub, seit Anfang 2014 in Betrieb,[4] 1795 Meter
- P-62 FPSO, seit 2008, 1545 Meter

## Zwischenfälle
- siehe Artikel: Petrobras 36, zum Zeitpunkt ihrer Errichtung im Sommer 2000 war P-36 die größte freischwimmende Plattform der Welt.